# Говтвянська сільська рада
Говтвянська сільська рада — колишній орган місцевого самоврядування у Козельщинському районі Полтавської області з центром у селі Говтва.
05.02.1965 Указом Президії Верховної Ради Української РСР передано Говтвянську сільраду Решетилівського району до складу Кременчуцького району.

## Населені пункти
Сільраді були підпорядковані населені пункти:
- c. Говтва
- с. Буняківка
- с. Киселівка
- с. Плавні